# Expertgruppen för biståndsanalys
Expertgruppen för Biståndsanalys (EBA) är en statlig kommitté som oberoende utvärderar och analyserar Sveriges internationella bistånd, för att det ska kunna förbättras och utvecklas.

## Historik
Tillkomsten av Expertgruppen för Biståndsanalys beslutades vid regeringssammanträde den 31 januari 2013 enligt kommittédirektiv 2013:11, där bland annat Expertgruppen för studier i offentlig ekonomi (ESO) nämns som en förebild. Som bakgrund nämndes bland annat att "det är av stor vikt att utvärderingsverksamheten är ändamålsenligt organiserad för att säkerställa ett effektivt resursutnyttjande samt att utvärderingarna håller hög kvalitet och sammantaget täcker relevanta behov och aspekter för politikens utformning".
Regeringen skärpte uppdraget i juli 2016 genom det omarbetade kommittédirektivet 2016:71.
Expertgruppen har fram till 2022 publicerat över 125 rapporter som på olika sätt granskar och utvärderar Sveriges internationella utvecklingssamarbete.
En av gruppens rapporter, 2016:10 "Swedish Develpment and Cooperation with Tanzania - has it helped the poor?", blev omdebatterad bland annat på grund av sin slutsats att "det svenska biståndet troligen har bidragit marginellt till fattigdomsreducering i Tanzania".
Varje vår redovisar EBA sitt arbete i en årsrapport, "Biståndsanalys". Den beskriver vad kommittén har publicerat under året, samt berättar om den övriga verksamheten med konferenser, seminarier och pågående studier. 
Hösten 2018 startade EBA en svenskspråkig podcast om bistånd, EBA-podden. Den har lyssnare i mer än 50 länder. I avsnitten möts experter, forskare, politiker och praktiker i samtal om aktuella biståndsfrågor. 

### Ordförande
- Lars Heikensten 2013-01-31--2017-03-31
- Helena Lindholm 2017-06-01--2022-12-31
- Torbjörn Becker 2023-01-31--